# 今夜抱きたくて
「今夜抱きたくて」（こんやだきたくて）は藤重政孝の3枚目のシングル。EMIミュージック・ジャパンから 1994年11月30日にリリース。

## 解説
前作「激しく激しい情熱」に続き、日本テレビ系「ウンナン世界征服宣言」エンディング・テーマ。

## 収録曲
作詞：藤重政孝　作曲・編曲：野中則夫
1. 今夜抱きたくて
2. さよなら
3. 今夜抱きたくて (inst.)